# Abestalhados 2

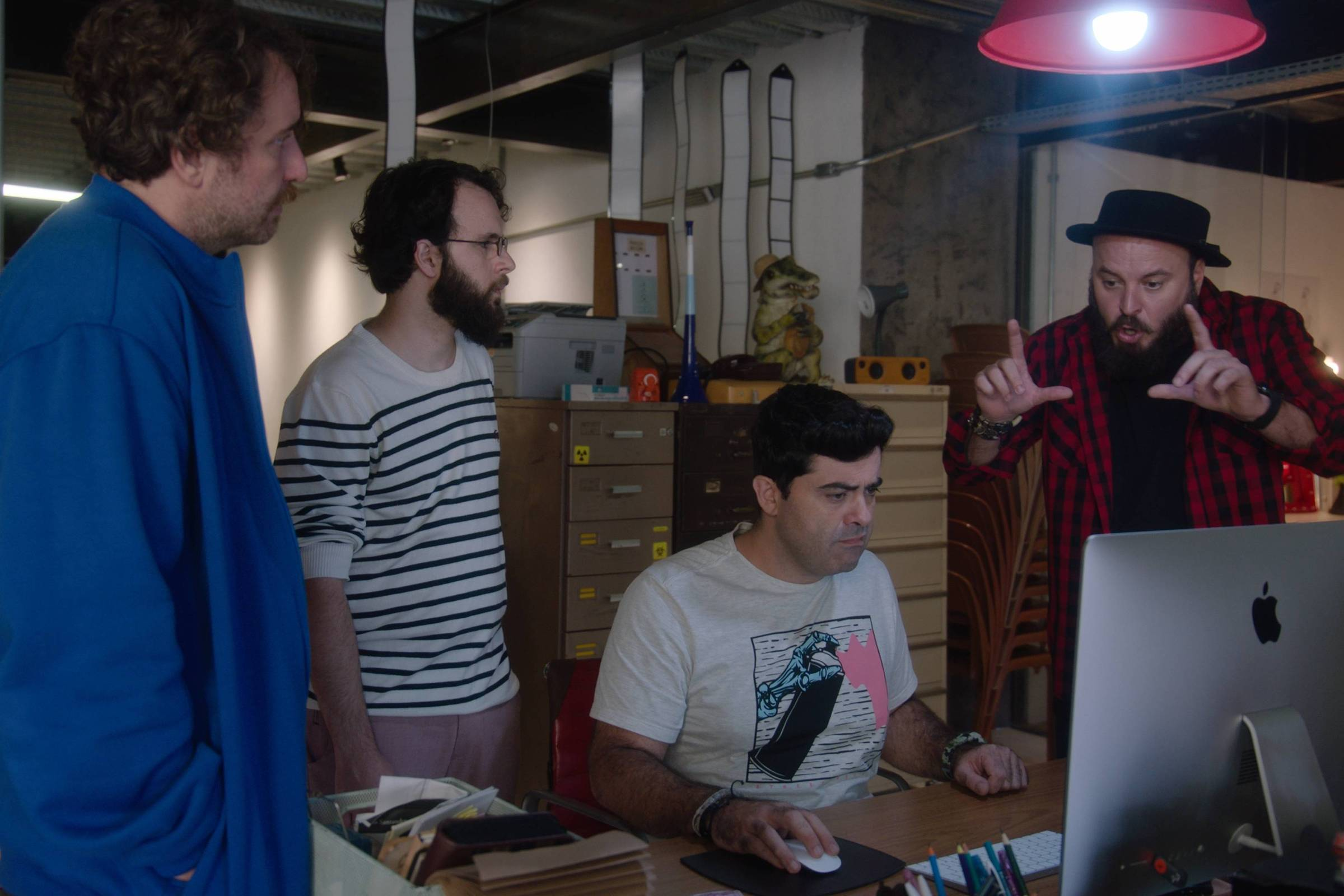
Leandro Ramos, Raul Chequer, Felipe Torres e Paulinho Serra na comédia Abestalhados 2.

Abestalhados 2 é um longa-metragem de comédia de ação brasileiro, dirigido por Marcos Jorge e Marcelo Bottas, com produção da Zencrane Filmes e co-produção da Salvatore Filmes e da Buena Vista Internacional.
O longa, no estilo falso documentário, mostra um grupo de amigos que tenta finalizar um filme de ação depois de gastar todo o orçamento no primeiro dia de filmagem. Apesar do nome ser Abestalhados 2, não se trata de uma sequência. mas de uma brincadeira com o universo das franquias, comuns no mercado dos filmes de ação, e explicada assim por um dos personagens principais, Paulo Carmo: “O primeiro filme só serve para preparar o sucesso das sequências. Então é melhor nem perder tempo com ele.”
Filmado em São Paulo, em 2019, o filme foi um dos primeiros a adotar os protocolos de segurança contra a disseminação do Covid-19 no país e tem previsão de estreia para 2022.

## Sinopse
Paulo (Paulinho Serra), Manuel (Raul Chequer), Eric (Leandro Ramos) e Alex Bala (Felipe Torres) têm um sonho: fazer um filme de ação e aventura. E um grande desafio: superar as próprias confusões para chegar lá. Mas nem mesmo o enorme talento desses quatro amigos para se meter em encrencas vai fazer com que desistam de realizar esse sonho.
Abestalhados e apaixonados pelo que fazem, cada um à sua maneira, eles partem numa hilária aventura em busca do reconhecimento e do sucesso, levando com eles a coragem, a cara-de-pau e um monte de gente na conversa, incluindo celebridades e um punhado de bacanas.
ABESTALHADOS 2 é uma divertida prova de que a dedicação e a amizade podem superar qualquer obstáculo, por mais aloprado que seja.

## Elenco

#### Principal
| Paulinho Serra | Paulo Carmo     |
| Raul Chequer   | Manuel Oliveira |
| Leandro Ramos  | Eric Rios       |
| Felipe Torres  | Alex Balas      |

#### Participações Especiais
| Alexandre Rodrigues | Alexandre Rodrigues |
| Cris Vianna         | Sílvia Cillessen    |
| Dudu de Oliveira    | Herói               |
| José Loreto         | José Loreto         |
| Nicola Siri         | Paolo Di Ventura    |
| Wanderley Silva     | Lampião             |
| Wellington Muniz    | Wellington Muniz    |

## Produção
Abestalhados 2 foi filmado na capital e no litoral paulista, entre fevereiro e outubro de 2020. Por causa da pandemia de Covid-19, as filmagens foram interrompidas em meados de março e retomadas seis meses mais tarde, sendo uma das primeiras produções nacionais a estabelecer e adotar normas de saúde e segurança que se tornariam obrigatórias para todo o audiovisual brasileiro até o fim da pandemia.